# Cavall de les retuertas
El cavall de les retuertas és una raça  equina  espanyola, originària de Huelva i més concretament de la Reserva Biològica de Doñana, que pertany al Consell Superior d'Investigacions Científiques (CSIC). Segons estudis genètics és la raça equina europea més antiga i l'única que viu en llibertat i aïllada d'altres poblacions.
El cavall de les Retuertas és de mitjana alçada, perfil acarenat i rústic, el que unit al seu caràcter esquerp va fer que deixés d'usar-se com a animal de treball i càrrega. Actualment el nombre d'exemplars purs és molt reduït, i la resta són encreuaments amb el cavall andalús i amb el cavall maresmenc en diferent grau.